# Familia Colipí
La familia Colipí (mapudungun: Kolüpi) fue un numeroso clan de indígenas mapuches nagches del siglo XIX, tradicionalmente aliados del Estado de Chile.

## Historia

### Lorenzo Colipí
El patriarca de la familia fue Lorenzo, hijo de Hueichao, nacido en la década de 1770, quien fuera un importante lonko de la zona al sur del río Biobío, donde por décadas los españoles habían considerado su límite con el territorio mapuche. 

Lorenzo era grande y feo, tan mal ajestado que daba susto mirarlo. Peleaba con mucho valor en muy buenos caballos. Manejaba la lanza con destreza. Tenía 24 mujeres y poco antes de morir quería buscar más.
Lorenzo Colimán, profesor normalista que participó en la Guerra del Pacífico.

### Alianza con el Estado de Chile
Los Colipí habitaban en la entonces independiente zona de Purén cuando, tras la Guerra de Independencia, los restos del Ejército realista acaudillados por Vicente Benavides decidieron refugiarse y hacer guerrillas (operación llamada «Guerra a Muerte») en la zona cercana a Lumaco.
El cacique (longko) o arribano (wenteche) Mangin Wenu pactó una alianza con los realistas, la que fue apoyada por Francisco Mariluan, entre otros lonkos, dejando en mala posición a Lorenzo Colipí, su enemigo, quien decidió aliarse con el naciente Estado de Chile.
La alianza se mantuvo estable durante las primeras décadas del siglo XIX, lo que facilitó la penetración cultural y política del Estado en territorio mapuche. Los hijos de Colipí fueron nombrados oficiales del Ejército de Chile; entre estos destacó Juan Lorenzo, quien participó en la Guerra contra la Confederación Perú-Boliviana. Sin embargo, dicha alianza se rompió cuando el ejército chileno penetró en el territorio mapuche en virtud de la llamada «Pacificación de la Araucanía», siendo los Colipí un foco de resistencia que finalmente fue sofocada con el fusilamiento de Juan Marileo, el hijo de Lorenzo, en 1881.